# La Grand-Combe
La Grand-Combe település Franciaországban, Gard megyében. Lakosainak száma 4837 fő (2022. január 1.). La Grand-Combe Branoux-les-Taillades, Laval-Pradel, Portes, Sainte-Cécile-d’Andorge és Les Salles-du-Gardon községekkel határos.

## Népesség
A település népességének változása:
| Lakosok száma | 13 240 | 8329 | 7107 | 5332 | 5176 | 5130 | 5041 | 4998 | 4955 | 4837 |
|               | 1968   | 1982 | 1990 | 2006 | 2013 | 2015 | 2017 | 2019 | 2020 | 2022 |